# Dicercomorpha dammarana
Dicercomorpha dammarana es una especie de escarabajo barrenador metálico del género Dicercomorpha, categorizada en la tribu Dicercini, de la subfamilia Chrysochroinae. Fue descrita por Holynski en 2001.
Se distribuye por la región indomalaya.